# Abid al-Bujari
La Abid al-Bujari o Guardia Negra (en árabe: عبيد البخاري‎, lit. 'Esclavos de Muhammad Ibn Ismail Al-Bujari'; también conocida como Abīd al-Dīwān “esclavos del diván”, Jaysh al-'Abīd “el ejército de esclavos”, y Abid al-Sultan “los esclavos del sultán”). eran los cuerpos de esclavos negros africanos y de soldados esclavos haratin reunidos por el sultán de Marruecos de la dinastía alauí, Ismaíl de Marruecos (1672-1727). Se les llamaba los “esclavos de Bujari” porque el sultán Ismaíl destacaba la importancia de las enseñanzas del famoso imán Muhammad Ibn Ismail Al-Bujari, llegando incluso a regalar a los jefes del ejército ejemplares de su libro.: 230–231 
Tras la muerte de Ismaíl, la Abid al-Bujari se convirtió en una de las facciones más poderosas de la política marroquí y desempeñó el papel de poder en la sombra durante el periodo de agitación que siguió. A finales del siglo XVIII y durante el XIX, su papel en el ejército se fue reduciendo progresivamente y su estatus político osciló entre el privilegio y la marginación. Con el tiempo, sus descendientes recuperaron la libertad y se reasentaron por todo el país. Aunque los negros africanos vivían en la región mucho antes del reinado de Ismaíl, una consecuencia a largo plazo de sus políticas fue la introducción y posterior dispersión de una nueva y considerable población negra en Marruecos.: 238–240 

## Composición y formación
La Abid al-Bujari  descendía de los cautivos negros traídos a Marruecos desde África Occidental, que eran instalados con sus familias en colonias especiales, en Mashra' al-Raml, para tener hijos y trabajar como trabajadores no abonados. A los 10 años, los niños comenzaban a ser entrenados en ciertas habilidades: las niñas en la vida doméstica o entretenimientos, y los niños en albañilería, tiro con arco, equitación y mosquetería. Alrededor de los 16 años (por término medio), los chicos que superaban la instrucción eran alistados en el ejército.: 185  Algunos autores citan las edades de 15 o 18 años.: 231  Se casaban, tenían hijos y continuaban el ciclo. Considerados más leales que los árabes o bereberes locales debido a su falta de afiliación tribal, los soldados negros de Ismaíl formaban el grueso de su ejército permanente y llegaron a alcanzar la cifra de 150 000 en su momento álgido.
Según fuentes históricas, Ismaíl decía a sus soldados negros y a sus jefes: «Vosotros y yo somos ahora siervos de la Sunna del profeta Mahoma». Para ello, les entregó copias del Sahih al-Bujari de Muhammad Ibn Ismail Al-Bujari, una famosa recopilación de los hadices' ("discursos" o tradiciones) de Mahoma, y les ordenó que lo guardaran y estudiaran. Se les exigía que hicieran sus juramentos al sultán sobre este libro, e incluso se les animaba a llevar sus copias del mismo a la batalla. Este fue el origen de su designación popular como los Abid al-Bujari o "esclavos de Al-Bujari".: 163 : 228 

## Historia

### Reinado de Isma'il
Isma'il, o Moulay Isma'il, gobernó como sultán durante 55 años entre 1672 y 1727, uno de los reinados más largos de la historia de Marruecos. Gobernando desde una nueva capital en Mequinez, se distinguió como un gobernante que deseaba establecer un Estado marroquí unificado como autoridad absoluta en la tierra, independiente de cualquier grupo particular dentro de Marruecos, en contraste con las dinastías anteriores que se basaban en ciertas tribus o regiones como base de su poder.: 230   Lo consiguió en parte creando un nuevo ejército compuesto por esclavos cuya lealtad sería solo hacia él.: 231  En 1699, dio órdenes de esclavizar a todos los negros africanos de Marruecos, incluso a los que habían nacido libres o eran musulmanes, y, en consecuencia, violó dos de los principios centrales de la sharía relativos a la esclavitud. Los registros marroquíes muestran que Isma'il esclavizó a más de 221 000 negros marroquíes entre 1699 y 1705. En un estudio sobre estos sucesos, el académico Chouki El Hamel sostiene que los esfuerzos de Isma'il por justificar estas acciones generaron una nueva y potente forma de discurso racista en la región que asociaba a los negros africanos con la esclavitud. La idea de un ejército profesional compuesto por esclavos leales únicamente al sultán se inspiró en los precedentes históricos de otros cuerpos militares de Oriente Próximo y África del Norte reclutados a partir de esclavos. El ejército de Isma'il se inspiró en particular en el ejemplo de los jenízaros del Imperio otomano, con los que a veces se compara.: 298–300 : 227 
La Abid al-Bujari o Guardia Negra se encargaba principalmente de recaudar impuestos y patrullar la inestable vida rural marroquí; aplastaba las rebeliones contra el gobierno de Ismail no sólo de las tribus disidentes, sino también de los hijos sediciosos de Ismail, que desertaron de su servicio como gobernadores provinciales para insurreccionarse como posibles usurpadores del trono. La Guardia Negra era la guardia personal y los sirvientes del sultán Isma'il, también podrían haber participado en campañas contra los enclaves fortificados controlados por los europeos que salpicaban la costa de su imperio (como Tánger, tomada después de que los ingleses se retiraran de ella y la asediaran en 1684 como respuesta), aunque las tareas de este tipo solían asignarse a esclavos europeos (llamados aluj en árabe: العلوج‎, plural de alj, que significa "esclavo cristiano blanco") y leales soldados tribales marroquíes, considerados más militares y aptos para la caballería. Eran muy respetados, bien pagados y políticamente poderosos. Hacia 1697-1698 incluso se les concedió el derecho a poseer propiedades. Hacia 1697-1698 incluso se les concedió el derecho a poseer propiedades.

### Tras la muerte de Isma'il
Tras la muerte de Ismail en 1727, los Abid desempeñaron un papel clave en la agitación política que asoló Marruecos, cambiando frecuentemente de lealtad entre los diferentes pretendientes al trono. La agitación duró sobre todo entre 1727 y 1757, cuando los hijos de Isma'il lucharon por el control del sultanato, con pocos de ellos aferrándose al poder durante mucho tiempo.
 Los Abid del reinado de Isma'il llegaron a ostentar un enorme poder y pudieron instalar o deponer sultanes según sus intereses a lo largo de este periodo, aunque también tuvieron que competir con las tribus guish' y algunas de las tribus amazigh (bereberes) de las que también dependían los sultanes.: 237–238  Abdallah, uno de los gobernantes más exitosos durante este conflictivo periodo, contó inicialmente con el apoyo de los abid, pero acabó enemistándose con ellos después de 1733. Con el tiempo, fue capaz de ganar ventaja sobre ellos formando una alianza con la tribu amazigh de Ait Idrasin, la tribu guish de los Udaya y los líderes de Fez.: 238  Esta alianza fue desgastando el poder de los Abid y allanó el camino para su sumisión a finales del siglo XVIII.: 238–240  La calidad militar de los Abid también fue decayendo con el tiempo, pues ya no se les pagaba tan bien. Algunos se convirtieron en bandoleros, otros renunciaron y se trasladaron a las ciudades. Los líderes posteriores intentaron resucitar al grupo, y algunos lo consiguieron. Sin embargo, nunca fueron tan capaces como en tiempos de Isma'il.
El orden se restableció más firmemente en Marruecos con el hijo de Abdallah, Sidi Mohammed III ben Abdel-lah al-Jatib (Mohammed III), que se convirtió en sultán en 1757. Muchos de los Abid habían desertado para entonces de sus contingentes y se habían unido a la población común del país, y Mohammed III pudo reorganizar a los que quedaban en sus propios cuerpos militares de élite.: 239–240  Más tarde, en 1775, intentó alejar a los Abid del poder ordenando su traslado de Mequinez a Tánger, en el norte. Los Abid se le resistieron e intentaron proclamar sultán a su hijo Al-Yazid (el posterior Al-Yazid de Marruecos), pero éste pronto cambió de opinión y se reconcilió con su padre. Después de esto, Mohammed III dispersó los contingentes Abid a guarniciones en Tánger, Larache, Rabat, Marrakech y el Sus, donde continuaron causando problemas hasta 1782.: 240 
Los descendientes de los Abid' continuaron siendo un poderoso contingente militar bajo el reinado de Sulaymán de Marruecos (r. 1792-1822), pero ya no eran el único pilar de la fuerza militar del sultán. Sulaymán tomó medidas para reducir su poder, como reclutar levas tribales (como había sido práctica común antes del reinado de Ismail) para que actuaran de contrapeso. Algunos de los Abid siguen ocupando puestos de poder tanto en el gobierno central como en el local.: 228–230  Mequinez siguió siendo una de sus principales bases durante este periodo. Durante los últimos años de su reinado, ante las crecientes rebeliones y crisis, Sulaymán intentó reactivar la política militar de Isma'il y volver a alistar a los haratin (negros libres) en el ejército. Sin embargo, la inestabilidad política dificultó esta tarea y el número de haratin alistados no parece haber sido significativo.: 231  El sucesor de Sulaymán, Abd ar-Rahman, también intentó volver a reclutar soldados negros para reforzar el ejército en respuesta a la conquista francesa de Argelia que comenzó en 1830.: 234  El tráfico de esclavos también se mantuvo activo durante todo el principio del siglo XIX, y Abd ar-Rahman rechazó las peticiones diplomáticas británicas para poner fin al comercio de esclavos.: 233–235  Sin embargo, tras la derrota en la Batalla de Isly (1844) y a medida que aumentaban los contactos con Europa durante el resto del siglo, los sultanes alauíes posteriores intentaron reformar el ejército para convertirlo en un ejército permanente "moderno", con soldados asalariados en lugar de las tradicionales levas tribales. En este proceso, también disminuyó el número de soldados negros árabes. Bajo el reinado de Moulay Hassan (r. 1873-1894), sólo unos 5000 de ellos seguían sirviendo en el ejército permanente del sultán, generalmente como soldados de caballería. Un erudito francés que visitó Marruecos en la década de 1880 afirmó que este número aumentaba en tiempos de guerra.: 235–236 

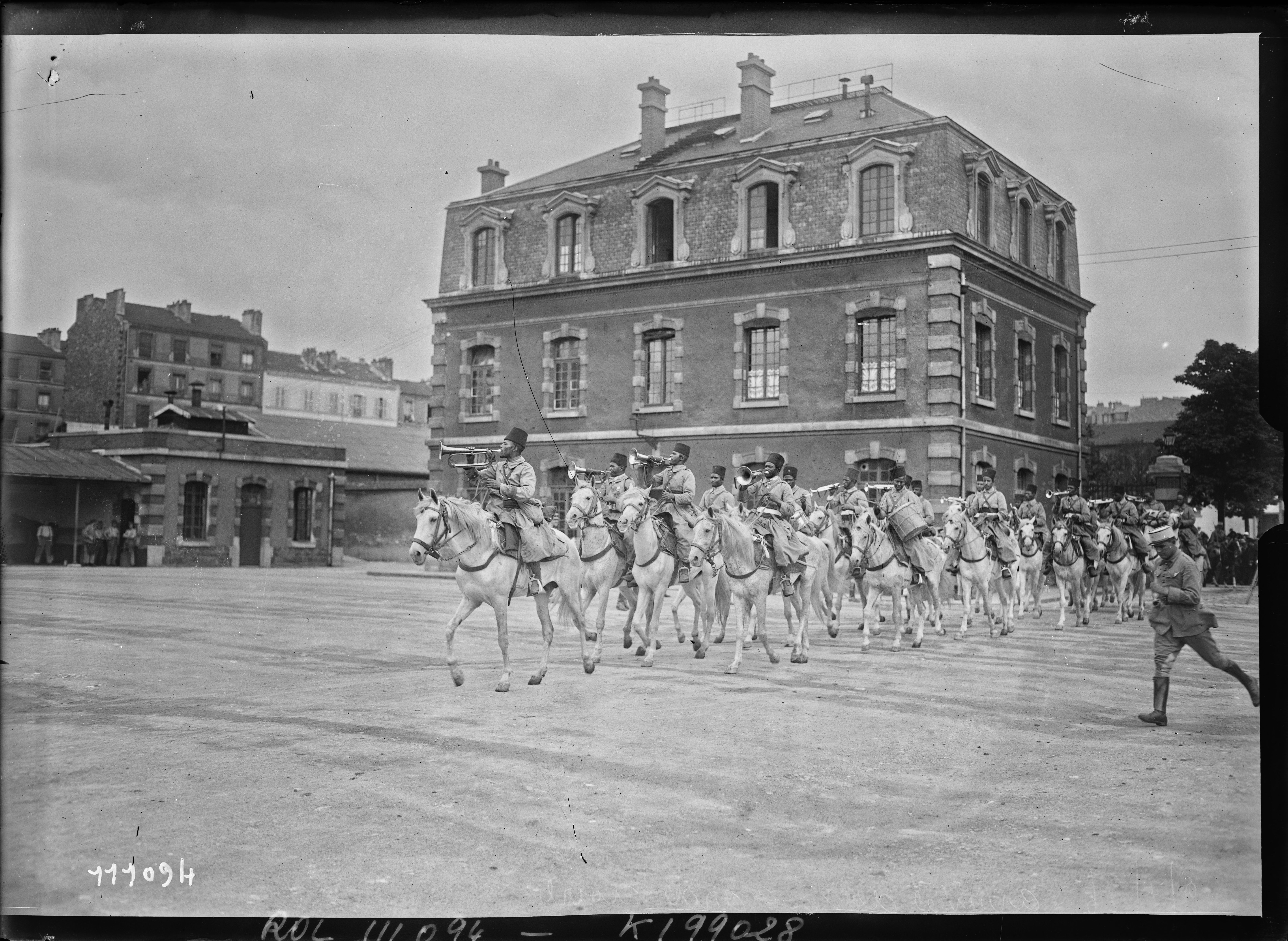
Guardia Negra marroquí en 1926.

Con el tiempo, la mayoría de los antiguos Abid y sus descendientes abandonaron el ejército y obtuvieron la libertad. Se dispersaron y reasentaron por todo el país. Como antiguos esclavos, a veces se cuestionaba su condición de libres, pero los eruditos religiosos marroquíes generalmente afirmaban que eran libres.: 239  Algunas personas y familias negras siguieron ocupando puestos de poder en el gobierno marroquí. El ejemplo más notable es Ahmed ben Musa, también conocido como Ba Ahmed, cuya familia monopolizó el cargo de háyib del sultán (un chambelán y visir) bajo múltiples sultanes en el siglo XIX. El propio Ba Ahmed actuó como gobernante de facto] de Marruecos durante los cuatro primeros años del reinado de Abd al-Aziz (r. 1894-1908), a quien ayudó a instalarse en el trono.: 236–237  El comercio transahariano de esclavos continuó durante todo el siglo XIX, incluso ante la presión del abolicionista europeo, pero en 1900 se había reducido considerablemente.: 257  La esclavitud se abolió oficialmente en Marruecos en 1912, tras la imposición del gobierno colonial francés.: 238  Algunos descendientes de los Abid continuaron sirviendo en el gobierno posteriormente en diversos cargos.: 240 